# Спецвыпуски Marvel Studios
Специа́льные вы́пуски Marvel Studios (англ. Marvel Studios Special Presentations) — это серия специальных телевизионных передач, созданных Marvel Studios для стримингового сервиса Disney+, события которых происходят в медиафраншизе «Кинематографическая вселенная Marvel» (КВМ) и напрямую связаны с фильмами и телесериалами франшизы. Баннер Marvel Studios Special Presentation был представлен вместе с анонсом первого телевизионного специального выпуска «Ночной оборотень» (2022) в сентябре 2022 года. Специальные выпуски продолжительностью около часа призваны кратко рассказать о новых персонажах или концепциях КВМ. Специальные выпуски сопровождаются специальными музыкальными композициями и вступлением, напоминающим вступление к специальным выпускам телерадиосети CBS 1980-х и 1990-х годов.
Специальные выпуски «Ночной оборотень» и «Стражи Галактики: Праздничный спецвыпуск» (2022) включены в четвёртую фазу КВМ, обе из которых посвящены праздникам. Marvel Studios открыта к идее создания дополнительных спецвыпусков. Формат специальных выпусков был высоко оценён за то, что он позволяет Marvel Studios рассказывать содержательные истории, экспериментировать с жанрами и стилями, знакомить с малоизвестными персонажами и при этом не быть привязанным к длительному повествованию, как в фильмах и телесериалах. 

## Разработка
К сентябрю 2018 года Marvel Studios разрабатывала несколько ограниченных сериалов для нового стримингового сервиса Disney+, которые будут сосредоточены на персонажах «второго уровня» из фильмов медиафраншизы «Кинематографическая вселенная Marvel», которые не снимались, или вряд-ли будут сниматься в своих собственных фильмах. Разработка контента для Disney+ позволила Marvel Studios гибко подходить к форматам, например, имитировать одноразовые или ежегодные телевизионные спецвыпуски на праздничную тематику, включая «Рождество Чарли Брауна» (1965) и «Приключения Снеговика Фрости» (1969);  Данные спецвыпуски обычно длились от 30 минут до часа, и именно такую продолжительность предполагала Marvel Studios для своих спецвыпусков.
В декабре 2020 года компания Marvel Studios анонсировала специальный выпуск «Стражи Галактики: Праздничный спецвыпуск» (2022) для Disney+, который выйдет в конце 2022 года в праздничные дни. Данный спецвыпуск был первым контентом, который Marvel Studios планировала создать для Disney+. К августу 2021 года в разработке находился телевизионный специальный выпуск на тему Хэллоуина для Disney +, который, как сообщалось, был посвящен Ночному оборотню. В сентябре 2022 года на выставке D23 Expo Marvel подтвердила специальный выпуск Хэллоуина под названием «Ночной оборотень», который был выпущен в октябре того же года. В то же время был показан баннер «Marvel Studios Special Presentation», под которым будут продаваться и «Ночной оборотень» и «Стражи Галактики: Праздничный выпуск». Исполнительный директор Marvel Studios Брайан Гэй назвал спецвыпуски Marvel Studios «новым форматом» для студии. Каждая специальный выпуск представляет собой краткий обзор «либо другой истории, либо другой области вселенной», например, введение новых персонажей или концепций в КВМ, а также представление того, как они могут интегрироваться в КВМ при дальнейшем появлении.
Режиссёр спецвыпуска «Ночной оборотень» (2022) Майкл Джаккино, сказал, что президент Marvel Studios Кевин Файги надеялся, что «Ночной оборотень» станет «первой из нескольких одноразовых историй». К моменту выпуска «Ночной оборотень» Marvel Studios не определила какой-либо план выпуска потенциальных будущих специальных выпусков. Сообщается, что к марту 2023 года в производстве находился специальный выпуск о демоне Мефисто. 24 февраля 2025 года в интервью Comicbook.com Брэд Уиндербаум объявил, что готовится специальная презентация для «Карателя» с Джоном Бернталом в главной роли, и что Бернтал принимает активное участие в ее разработке. На следующий день Entertainment Weekly объявил, что Рейнальдо Маркус Грин будет режиссёром, а Грин и Бернтал будут соавторами сценария. В тот же день The Hollywood Reporter сообщил, что специальный выпуск выйдет в 2026 году. 

## Логотип и фанфары
В специальных выпусках используется специальное многоцветное вступление с музыкой бонго-барабанов, напоминающее тему «Специальных выпусков» телеканала CBS, которая звучала перед анимационными праздничными выпусками 1980-х и 1990-х годов. Джаккино (режиссёр и композитор спецвыпуска «Ночной оборотень») написал музыкальное сопровождение, назвав его «любовным письмом» к логотипам специальных презентаций телеканалов, которые использовались для обозначения уникальных программ, что, по замыслу Marvel Studios, должно быть присуще и спецвыпускам.  Вступление было разработано компанией Perception.
Джейми Ловетт из ComicBook.com назвал специальное представление Marvel Studios «более красочным», а фанфары — «более игривыми», чем обычное представление Marvel Studios, а Рэйчел Пейдж из Marvel.com назвала фанфары «абсолютным ударом, который обязательно вызовет такое же волнение», как и специальные выпуски вещательных сетей. Джошуа М. Паттон из Comic Book Resources выразил мнение, что это вступление «окажет на новые поколения детей такое же воздействие», как и вступления старых телеканалов, поскольку оно «вызывает воспоминания о своем аналоге на CBS» и сигнализирует зрителям о том, что они «сейчас увидят что-то интересное и новое».

## Спецвыпуски
Все специальные выпуски выпускаются на стриминговом сервисе Disney+ и напрямую связаны с фильмами и телесериалами франшизы.

### Четвёртая фаза
| Выпуск                                   | Дата премьеры  | Режиссёр       | Сценарист(-ы)               |
| ---------------------------------------- | -------------- | -------------- | --------------------------- |
| Ночной оборотень                         | 7 октября 2022 | Майкл Джаккино | Хизер Куинн и Питер Камерон |
| Стражи Галактики: Праздничный спецвыпуск | 25 ноября 2022 | Джеймс Ганн    | Джеймс Ганн                 |

### Шестая фаза
| Выпуск                           | Дата премьеры | Режиссёр              | Сценарист(-ы)                        |
| -------------------------------- | ------------- | --------------------- | ------------------------------------ |
| Безымянный спецвыпуск о Карателе | 2026          | Рейнальдо Маркус Грин | Рейнальдо Маркус Грин и Джон Бернтал |

### Потенциал в будущем

#### Безымянный спецвыпуск о Мефисто
В марте 2023 года Джефф Снайдер из Above the Line сообщил, что специальный выпуск, посвященный демону Мефисто, снимался на съёмочной площадке сериала «Агата: Ковен хаоса» в Trilith Studios в Атланте. Ожидается, что Саша Барон Коэн снова сыграет эту роль после того, как он появился в сериале «Железное сердце».

## Актёры и персонажи
- С указывает неучтенное в титрах камео.
- F указывает появление персонажа в фильмах.
- MC указывает роль, предназначенную только для захвата движения.
- S указывает присутствие актёра в актерском составе специального выпуска.
- V указывает роль озвучивания персонажа.

| Персонаж                                                           | Наименование спецвыпуска              | Наименование спецвыпуска                 | Наименование спецвыпуска              |
| Персонаж                                                           | Ночной оборотень                      | Стражи Галактики: Праздничный спецвыпуск | Безымянный спецвыпуск о Карателе      |
| Представлены в фильмах или в сериалах                              | Представлены в фильмах или в сериалах | Представлены в фильмах или в сериалах    | Представлены в фильмах или в сериалах |
| ------------------------------------------------------------------ | ------------------------------------- | ---------------------------------------- | ------------------------------------- |
| Питер Квилл Звёздный Лорд                                          |                                       | Крис ПрэттS                              |                                       |
| Дракс Разрушитель                                                  |                                       | Дэйв БатистаS                            |                                       |
| Мантис                                                             |                                       | Пом КлементьеффS                         |                                       |
| Небула                                                             |                                       | Карен ГилланS                            |                                       |
| Грут                                                               |                                       | Вин ДизельV S                            |                                       |
| Ракета                                                             |                                       | Брэдли КуперV S                          |                                       |
| Краглин Обфонтери                                                  |                                       | Шон ГаннS                                |                                       |
| Космо                                                              |                                       | Мария БакаловаV                          |                                       |
| Йонду Удонта                                                       |                                       | Майкл РукерV                             |                                       |
| Стимми                                                             |                                       | Стивен Блэкхарт                          |                                       |
| Фрэнк Касл Каратель                                                |                                       |                                          | Джон Бернтал                          |
| Кёртис Хойл                                                        |                                       |                                          | Джейсон Р. Мур                        |
| Представлены в спецвыпуске «Ночной оборотень»                      |                                       |                                          |                                       |
| Джек Рассел Ночной оборотень                                       | Гаэль Гарсиа БернальS                 |                                          |                                       |
| Эльза Бладстоун                                                    | Лора ДоннеллиS                        |                                          |                                       |
| Веруса Бладстоун                                                   | Гарриет Сэнсом ХаррисS                |                                          |                                       |
| Азарел                                                             | Юджин Бондурант                       |                                          |                                       |
| Барассо                                                            | Даниэль Уоттс                         |                                          |                                       |
| Джован                                                             | Кирк Р. Тэтчер                        |                                          |                                       |
| Леорн                                                              | Леонардо Нам                          |                                          |                                       |
| Билли Суонн                                                        | Аль Хамахир                           |                                          |                                       |
| Теодор «Тед» Саллис Леший                                          | Кэри ДжонсMCДжеффри ФордV             |                                          |                                       |
| Улисс Бладстоун                                                    | Ричард ДиксонV                        |                                          |                                       |
| Появившиеся спецвыпуске «Стражи Галактики: Праздничный спецвыпуск» |                                       |                                          |                                       |
| Кевин Бейкон                                                       |                                       | Кевин БейконS                            |                                       |
| БзермикитоколокF                                                   |                                       | Ретт МиллерS                             |                                       |
| Кортолбукалиа                                                      |                                       | Мурри ХаммондS                           |                                       |
| Слиявастожу                                                        |                                       | Кен БетеаS                               |                                       |
| Флоко                                                              |                                       | Филип ПиплсS                             |                                       |
| Кира Седжвик                                                       |                                       | Кира СеджвикC V                          |                                       |

## Реакция
| Наименование выпуска                     | Rotten Tomatoes    | Metacritic      |
| ---------------------------------------- | ------------------ | --------------- |
| Ночной оборотень                         | 90 % (108 отзывов) | 69 (17 отзывов) |
| Стражи Галактики: Праздничный спецвыпуск | 93 % (59 отзывов)  | 82 (8 отзывов)  |

После выхода спецвыпуска «Ночной оборотень» Тайлер Ллевин Таинг из /Film заявил, что специальные выпуски могут «привести к более интересным жанровым и стилистическим экспериментам в КВМ в будущем», как это было со спецвыпуском «Ночной оборотень», и сравнил часовой формат телевизионного спецвыпуска с короткометражными фильмами Marvel One-Shot.  Крис Хейнер из GameSpot в рамках своего обзора спецвыпуска «Ночной оборотень» отметил, что спецвыпуски «должны стать регулярным явлением», если они будут так же хороши, как «Ночной оборотень».  Рупеш Наир из IGN India сравнил такой формат с ваншон-комиксами и публикациями Elseworlds от DC Comics, заявив, что спецвыпуски «возвысили» КВМ и могут стать «критической точкой опоры» франшизы. Он выразил надежду, что будущие спецвыпуски смогут познакомить зрителей с неизвестными персонажами через истории, которые «позволят режиссёрам и актерам проявить себя». Ричард Ньюби из The Hollywood Reporter назвал этот формат «самой захватывающей перспективой КВМ», заявляя, что это «хорошая идея [сократить] количество серий, если не фильмов, и переосмыслить их как спецвыпуски, а не шести-девятинедельные проекты... [чтобы] раскрепостить зрителей и возобновить их инвестиции во вселенную, а также дать возможность кинематографистам творчески проявить себя».

## Документальные выпуски
В сентябре 2022 года было объявлено о выпуске специального документального фильма «Ночной оборотень» под названием «Ночной режиссёр», сценаристом и режиссёром которого выступил Майкл Джаккино. «Ночной режиссёр» был выпущен на Disney+ 4 ноября 2022 года под торговой маркой «Специальные выпуски Marvel Studios».

## Музыка
К спецвыпуску «Ночной оборотень» вышел одноимённой саундтрек.